# 続 網走番外地
『続 網走番外地』（ぞく あばしりばんがいち）は、1965年の日本映画。

## 概要
予想外のヒットとなった『網走番外地』の第二作。人気を受けて本作から白黒からカラー作品となった。第一作から準備期間はほとんど無く、石井監督のインタビューによれば、脚本制作に一週間、撮影は二週間という強行スケジュールであったという。舞台は網走から函館→青森となり、移動中も撮影に追われたという。ほぼ男性のみのキャストにシリアスな内容、しかもモノクロという第一作の作風から一転、旧新東宝の地帯（ライン）シリーズ、東映でのギャング映画に出演し続けた三原葉子を起用するなど、華やかな内容のものとなった。また、同シリーズの常連・鬼寅の登場や終盤の高倉と安部の格闘シーン、高倉の口上披露など見せ場も多く存在する。
常連とも言うべき田中邦衛が途中から姿を消すなどラフな作りがある一方で、女スリ・冤罪・殺し屋・ダンス・車上での格闘 ・性風俗営業など地帯（ライン）シリーズに通ずるキーワードも多く、テンポの良いストーリーが展開されている。
作品内容から女優は出演したがらなかったものと見られ、女スリ役の瑳峨三智子は作品には全く興味がなかったが、東映から「次はあなたの持ち味を活かした女性映画をやらせるから、今度は助けてくれ」と口説き落され、ようやく出演を承諾した。共演のアイ・ジョージは瑳峨の岡田真澄の前の恋人だったがこれはたまたま。瑳峨は元々東映出身の女優で、東映京都撮影所演技課にいた友田二郎と仕事を通じて知り合い、友田のマネジメントで売れっ子女優になった人であった。
なお、予告編では、高倉が看守を失神させて高倉と田中とアイ・ジョージが函館山方面に逃走する、という本編には登場しないエピソードが登場する。
映画雑誌『キネマ旬報』65年度配給収入ベストテン第7位。

## ストーリー
函館。市内の銀行に男二人組が侵入。銀行内の金庫がガスバーナーで焼き切られようとしていた。二人組は巡回中の警備員を射殺。やがて、ガスバーナー使いによって金庫が破られた。金庫内に入り、宝石の詰め合わせを発見する二人組。二人組の片割れは、もはや用は無い、とガスバーナー使いを射殺する。金庫内に宝石が散乱する。
晴れて網走刑務所を満期出所した橘。青函連絡船に乗るべく函館港に着いた。橘の舎弟・大槻と共に、看守に護送される桐川の姿があった。桐川は「郡山の三人殺し事件」の犯人として、実況見分のために内地に移送されていたのである。ところが、看守に罪状が成立すれば死刑と聞かされ桐川は大慌て。実は三人殺しの自白は、娑婆の空気を吸いたいがための大嘘だったのである。
偶然通りかかったストリッパー・スネーク路子の一行は、手錠に腰縄の桐川を珍しがる。すると、彼女達を追っかけるように赤子をおんぶした男がやってくる。路子の夫だった。むずがる赤子に、橘は飲みかけのジュースを飲ましてやる。橘は、桟橋で女スリのユミに有り金を盗られる。スリに気づいた橘は、ユミを警察につき出すか思案する。
橘達が乗り込んだ青函連絡船内で置き引き事件が発生。訝る橘に、由美はスった金を橘に返しつつ犯行を否定する。船員による乗客の検査が始まった。デッキでは修道女に対して船員が検査を行なおうとするが、縞柄のスーツの男・張本が何故か抗議する。修道女の手元から箱が落ち、中に入っていた模造マリモ（以下、マリモ）が散乱してしまう。近くにいた大槻は、マリモの一つを失敬した。マリモが一つ見つからない事に恐怖の表情を浮かべる修道女。橘は修道女に声をかけるが、ユミにからかわれてしまう。
連絡船は青森港に到着。荷物を持って路子達の機嫌を取る大槻。連絡船に接続する東北本線は事故で不通となってしまう。路子達は「人生座」というストリップ劇場で今晩上演したのち、明晩は「美人座」で演じるという。立ち去るユミに声をかけられ浮かれる大槻。見事にユミに有り金をスられてしまう。ユミに憤る大槻に、地元の親分に顔通しすりゃ何とかなると橘は言う。大槻も青森にはアテがあると言う。二人は、厳島神社の大鳥居の前で再会しようと約束する。
地元の親分からいざり（乞食）芸の権利を買い取った大槻。いざり姿の大槻の前に大金を持った張本が現れる。マリモを買い取りたいという。大槻は、張本に夕方に大鳥居の前で待っていてくれ、と約束する。
一方、地元のテキヤの親分から権利を買い取った橘。舶来下着の露店で口上を述べる。すると、いざり姿の大槻から、マリモを買い取りたいという不審な男の話を聞く。
橘がマリモをいじくると、中からは宝石が。修道女は運び屋だったのだ。網走に戻るのはごめんだ、と警察に通報しようとする橘。だが、「もう手遅れ」とユミが現れる。彼女が持ってきた新聞には、修道女が連絡船内で殺害された事、置き引き犯の証言によって橘達が容疑者として浮上している事が載っていた。
夕方。大槻の言うとおりに大鳥居前で張り込む橘。しかし、張本はあらわれなかった。パトロールの警察官を何とかかわした橘達は、こちらにマリモがある限り、連中は必ずつけ狙ってくると見た。
列車内。ヨーヨーのようにマリモをいじくる大槻。橘の前に、殺し屋・吉本があらわれる。マリモを渡さなければあんたは新聞の三面記事に載る、と橘を脅す。考えさせてくれと答える橘。列車はある駅に着いた。橘は売り子から駅弁を買いながらマリモを渡してしまう。橘の手際の良さに、吉本は仲間にならないかと本気とも冗談ともつかぬ事を言う。
橘達の列車が去った駅のホーム。しばしマリモで遊ぶ売り子。やがてやってきた列車には、路子達一行が乗っていた。路子は駅弁を買いつつ、売り子からマリモを譲ってもらう。
トルコ風呂経営者・依田は、マリモを追尾していた張本に路子達を追跡するように命令するが一足遅かった。だが、路子達の公演の立て看板を見た依田は引き上げるように命ずる。橘達もまた、路子達を追っ掛けるが、こちらも一足違いだった。
折井原の劇場で公演する路子達。泣き止まない赤子が病気ではないか、と路子の夫が心配するが、路子は公演の合間に、賭場も開いている地元の大親分の屋敷に向かう。顔見せがてら、自らの着物や下着を担保に客から金を借りて賭博する路子。だが、路子は負け続ける。ストリッパーの命の次に大切な化粧鞄をも賭けるが敗北する。
やがて、大親分の賭場に橘達が現れる。不貞腐れる路子にマリモを譲ってくれるよう頼むが、マリモは化粧鞄の中だった。橘は大親分に駆け寄るが断られる。橘は賭けで取り戻そうとするが、大親分に負け続ける。万事休すかと思われたその時、橘に札束を投げた男が。男は他でも無い「八人殺しの鬼寅」だった。鬼寅は、大親分のイカサマを見抜いていた。乱闘となる賭場。警察が急襲する中、鬼寅は電灯を壊して闇に乗じて橘を逃がす。マリモを取り戻した橘とユミは夜の街に逃走した。
ユミの得意技である錠前破りで病院に侵入した橘とユミ。そこには、赤子を連れた路子の夫がいた。高額な治療費のために赤子の病気を治してやれないという。義憤に駆られた橘は、診療を拒否した小児科医に強く迫る。橘にはアテがあった。
橘に頼まれたユミは、マリモに入った宝石の一つを質屋に持ち込む。だが、そこは依田の息のかかった質屋であった。ユミは依田の経営する「折井原トルコセンター」に連れ込まれる。依田はユミを脅迫、橘を電話で呼び出すように命ずる。ユミは橘にここには来ないように付け加えるが、すでに電話線は切られていた。
ユミの連絡を聞いて、橘はトルコセンターに来た。橘は歓迎されない再会をする。依田は橘の網走仲間だったのだ（詳しい経緯は網走番外地 (東映)を参照）。そして、函館の銀行強盗も修道女を始末したのも依田が首謀者だった。マリモは別の所にあると譲らない橘を、依田は蒸気風呂で拷問にかける。だが、口を割らない橘。そこに吉本が現れる。吉本は依田を人質に取り、ユミを人質にした張本に交換条件を突きつける。吉本は、明晩行われる火祭りを取引場所に指定する。
火祭り会場。たいまつを手に仮面を付けて踊る群衆の中に、橘達と張本達の姿があった。橘はマリモと依田を、張本はユミを同時に交換する。だが、ユリのスリのテクニックによってマリモは橘達に取り戻された。大槻、吉本、鬼寅を交えての決闘が始まる。だが、吉本は致命傷を負ってしまう。「何故、俺を助けるんだ」と訊く橘。吉本は「お前に惚れちまったから」と言ってこと切れる。鬼寅や大槻はマリモを守ろうとするが苦戦。マリモは崖を転がり、下に駐車してあったダンプカーの荷台に。
マリモを追いかける依田。追跡する橘。走行するダンプの荷台で格闘する橘と依田。土置場に投げ出された二人はぬかるみに転げ落ちる。二人の格闘は止まらない。依田は泥の中に倒れる。泥まみれの橘は、ようやくマリモを拾い上げた。
折井原駅前。次の上演劇場へ向かう路子達の姿があった。すっかり元気になった赤子を抱き抱える路子の夫に、大槻は少し嫉妬する。鬼寅はタバコを吸いながらニンマリとその光景を眺めていた。
絆創膏を額に貼った橘に、ユミは過去を清算しに行ってくると告げる。清算したらアンタに惚れてもいいかな、と言うユミに、橘は何も答えずに夕陽の街を歩いていった。

## 出演者
- 橘真一：高倉健

- ユミ：嵯峨三智子

- 路子の夫：大坂志郎
- 吉本：中谷一郎
- 依田：安部徹

- 鬼寅：嵐寛寿郎

- 親分：由利徹
- 路子：三原葉子

- 桐川：田中邦衛
- 潮健児

- 張本：室田日出男
- 折井原の大親分：沢彰謙
- 看守：関山耕司
- 依田の子分：土山登士幸

- 大槻：アイ・ジョージ

- その他；杉義一、林寛、片山滉、滝島孝二、田川恒夫、三重街恒二、北峰有二、久保一、久保比佐志、水木梨恵、大録加奈子、富士あけみ、角野義明、山田甲一、沢田浩二、児玉ひろみ、真木亜紗子、秋山敏、水城一狼、原信夫、伊達弘、最上逸馬

## スタッフ
- 監督: 石井輝男
- 企画: 植木照男
- 脚本: 石井輝男
- 撮影: 山沢義一
- 美術: 藤田傳
- 照明: 大野忠三郎
- 音楽: 八木正生
- 録音: 加瀬寿士
- 助監督：竹本弘一

## 補足
1. ↑  『キネマ旬報ベスト・テン85回全史 1924-2011』（キネマ旬報社、2012年）220頁
2. ↑  地帯シリーズの一作、『黒線地帯』では主人公の天知茂と殺し屋役の宗方祐司の、貨物列車上での長回しの格闘シーンが話題となった。
3. 1 2 3  「別れた恋人にでくわしたとき」『週刊サンケイ』、産業経済新聞社、1965年7月5日号、53頁。
4. 1 2 3  「捨てられたプレイボーイ岡田真澄 嵯峨美智子の愛情遍歴」『週刊明星』、集英社、1965年2月14日号、39-41頁。